# Sasino
Sasino (kaszub. Sasëno) – wieś kaszubska w Polsce, położona w województwie pomorskim, w powiecie wejherowskim, w gminie Choczewo, na obszarze Wysoczyzny Żarnowieckiej.
Wieś jest siedzibą sołectwa Sasino, w którego skład wchodzą również: Białka, Kamieńsko, Osetnik) (w pobliżu Latarnia Morska Stilo), Sasiniec, Sasinko, Zielonka. Na północ od Sasina znajduje się rezerwat przyrody Choczewskie Cisy. Bezpośrednia bliskość Bałtyku i duże kompleksy leśne doprowadziły do przekształcenia się Sasina w miejscowość letniskowo-wypoczynkową.
W miejscowości znajduje się pałac z poł. XIX w. w postaci prostokątnej budowli z dwoma przybudówkami i dwuspadowym dachem. Zbudowany przez Wilhelma von Somnitz. W czasach największego rozkwitu w majątku pracowało ponad 200 osób. W 1945 splądrowany przez żołnierzy Armii Czerwonej, następnie przekształcony kolejno w ośrodek kolonijny i wczasowy. Od 1996 w rękach prywatnych.
W latach 1975–1998 miejscowość administracyjnie należała do województwa gdańskiego.

## Atrakcje turystyczne
Niedaleko wsi znajduje się unikalny rezerwat przyrody "Choczewskie Cisy". Walory przyrodnicze to np: piękne sosnowe lasy, malownicze wydmy, nadmorskie tereny porośnięte wrzosem i kosodrzewiną, szerokie i nieprzeludnione plaże. Głównym walorem okolicy jest jednak pobliska (3 km) latarnia morska Stilo. Sasino słynie ponadto z dobrej kuchni tutejszych gospodarzy. Rozwija się tu także infrastruktura turystyczna.

## Integralne części wsi
| SIMC    | Nazwa     | Rodzaj    |
| ------- | --------- | --------- |
| 0160465 | Białka    | część wsi |
| 0160471 | Kamieńsko | część wsi |
| 0160488 | Sasiniec  | część wsi |
| 0160494 | Sasinko   | część wsi |
| 0160502 | Zielonka  | część wsi |

## Demografia
Współczesna struktura demograficzna wioski Sasino na podstawie danych z lat 1995–2009 według roczników GUS-u, z prezentacją danych z 2002 roku:

| WYSZCZEGÓLNIENIE | WYSZCZEGÓLNIENIE | WYSZCZEGÓLNIENIE | WYSZCZEGÓLNIENIE | WYSZCZEGÓLNIENIE | J. m.       | POPULACJA MIESZKAŃCÓW (w przedziałach wiekowych w 2002 roku) | POPULACJA MIESZKAŃCÓW (w przedziałach wiekowych w 2002 roku) | POPULACJA MIESZKAŃCÓW (w przedziałach wiekowych w 2002 roku) | POPULACJA MIESZKAŃCÓW (w przedziałach wiekowych w 2002 roku) | POPULACJA MIESZKAŃCÓW (w przedziałach wiekowych w 2002 roku) | POPULACJA MIESZKAŃCÓW (w przedziałach wiekowych w 2002 roku) | POPULACJA MIESZKAŃCÓW (w przedziałach wiekowych w 2002 roku) | POPULACJA MIESZKAŃCÓW (w przedziałach wiekowych w 2002 roku) | POPULACJA MIESZKAŃCÓW (w przedziałach wiekowych w 2002 roku) | POPULACJA MIESZKAŃCÓW (w przedziałach wiekowych w 2002 roku) |
| WYSZCZEGÓLNIENIE | WYSZCZEGÓLNIENIE | WYSZCZEGÓLNIENIE | WYSZCZEGÓLNIENIE | WYSZCZEGÓLNIENIE | J. m.       | OGÓŁEM                                                       | 0-9                                                          | 10-19                                                        | 20-29                                                        | 30-39                                                        | 40-49                                                        | 50-59                                                        | 60-69                                                        | 70-79                                                        | 80+                                                          |
| ---------------- | ---------------- | ---------------- | ---------------- | ---------------- | ----------- | ------------------------------------------------------------ | ------------------------------------------------------------ | ------------------------------------------------------------ | ------------------------------------------------------------ | ------------------------------------------------------------ | ------------------------------------------------------------ | ------------------------------------------------------------ | ------------------------------------------------------------ | ------------------------------------------------------------ | ------------------------------------------------------------ |
| I.               | OGÓŁEM           | OGÓŁEM           | OGÓŁEM           | OGÓŁEM           | os.         | 447                                                          | 54                                                           | 86                                                           | 69                                                           | 62                                                           | 59                                                           | 42                                                           | 39                                                           | 27                                                           | 9                                                            |
| I.               | –                | odsetek          | odsetek          | odsetek          | %           | 100                                                          | 12,1                                                         | 19,2                                                         | 15,4                                                         | 13,9                                                         | 13,2                                                         | 9,4                                                          | 8,8                                                          | 6                                                            | 2                                                            |
| I.               | 1.               | WEDŁUG PŁCI      | WEDŁUG PŁCI      | WEDŁUG PŁCI      | WEDŁUG PŁCI | WEDŁUG PŁCI                                                  | WEDŁUG PŁCI                                                  | WEDŁUG PŁCI                                                  | WEDŁUG PŁCI                                                  | WEDŁUG PŁCI                                                  | WEDŁUG PŁCI                                                  | WEDŁUG PŁCI                                                  | WEDŁUG PŁCI                                                  | WEDŁUG PŁCI                                                  | WEDŁUG PŁCI                                                  |
| I.               | 1.               | A.               | Mężczyzn         | Mężczyzn         | os.         | 228                                                          | 24                                                           | 50                                                           | 39                                                           | 33                                                           | 31                                                           | 17                                                           | 20                                                           | 9                                                            | 5                                                            |
| I.               | 1.               | A.               | –                | odsetek          | %           | 50,9                                                         | 5,4                                                          | 11,1                                                         | 8,7                                                          | 7,4                                                          | 6,9                                                          | 3,8                                                          | 4,5                                                          | 2                                                            | 1,1                                                          |
| I.               | 1.               | B.               | Kobiet           | Kobiet           | os.         | 219                                                          | 30                                                           | 36                                                           | 30                                                           | 29                                                           | 28                                                           | 25                                                           | 19                                                           | 18                                                           | 4                                                            |
| I.               | 1.               | B.               | –                | odsetek          | %           | 49,1                                                         | 6,7                                                          | 8,1                                                          | 6,7                                                          | 6,5                                                          | 6,3                                                          | 5,6                                                          | 4,3                                                          | 4                                                            | 0,9                                                          |

Rysunek 1.1 Piramida populacji – struktura płci i wieku wioski
| I. | OGÓŁEM | OGÓŁEM  | OGÓŁEM            | OGÓŁEM            | OGÓŁEM            | os.     | 447     | 228     | 219     |         |         |         |         |         |         |         |         |         |         |         |
| I. | –      | odsetek | odsetek           | odsetek           | odsetek           | %       | 100     | 50,9    | 49,1    |         |         |         |         |         |         |         |         |         |         |         |
| I. | 1.     | W WIEKU | W WIEKU           | W WIEKU           | W WIEKU           | W WIEKU | W WIEKU | W WIEKU | W WIEKU | W WIEKU | W WIEKU | W WIEKU | W WIEKU | W WIEKU | W WIEKU | W WIEKU | W WIEKU | W WIEKU | W WIEKU | W WIEKU |
| I. | 1.     | A.      | Przedprodukcyjnym | Przedprodukcyjnym | Przedprodukcyjnym | os.     | 117     | 60      | 57      |         |         |         |         |         |         |         |         |         |         |         |
| I. | 1.     | A.      | –                 | odsetek           | odsetek           | %       | 26,2    | 13,4    | 12,8    |         |         |         |         |         |         |         |         |         |         |         |
| I. | 1.     | B.      | Produkcyjnym      | Produkcyjnym      | Produkcyjnym      | os.     | 266     | 145     | 121     |         |         |         |         |         |         |         |         |         |         |         |
| I. | 1.     | B.      | –                 | odsetek           | odsetek           | %       | 59,5    | 32,4    | 27,1    |         |         |         |         |         |         |         |         |         |         |         |
| I. | 1.     | B.      | a.                | mobilnym          | mobilnym          | os.     | 181     | 102     | 79      |         |         |         |         |         |         |         |         |         |         |         |
| I. | 1.     | B.      | a.                | –                 | odsetek           | %       | 40,5    | 22,8    | 17,7    |         |         |         |         |         |         |         |         |         |         |         |
| I. | 1.     | B.      | b.                | niemobilnym       | niemobilnym       | os.     | 85      | 43      | 42      |         |         |         |         |         |         |         |         |         |         |         |
| I. | 1.     | B.      | b.                | –                 | odsetek           | %       | 19      | 9,6     | 9,4     |         |         |         |         |         |         |         |         |         |         |         |
| I. | 1.     | C.      | Poprodukcyjnym    | Poprodukcyjnym    | Poprodukcyjnym    | os.     | 64      | 23      | 41      |         |         |         |         |         |         |         |         |         |         |         |
| I. | 1.     | C.      | –                 | odsetek           | odsetek           | %       | 14,3    | 5,1     | 9,2     |         |         |         |         |         |         |         |         |         |         |         |